# Грейндж (тауншип, Миннесота)
Грейндж (англ. Grange) — тауншип в округе Пайпстон, Миннесота, США. На 2000 год его население составило 244 человека.

## География
По данным Бюро переписи населения США площадь тауншипа составляет 93,6 км², из которых 93,6 км² занимает суша, водоёмов нет.

## Демография
По данным переписи населения 2000 года здесь находились 244 человека, 86 домохозяйств и 68 семей.  Плотность населения —  2,6 чел./км².  На территории тауншипа расположено 92 постройки со средней плотностью 1,0 построек на один квадратный километр. Расовый состав населения: 97,54 % белых, 2,05 % коренных американцев, 0,41 % — других рас США. Испанцы или латиноамериканцы любой расы составляли 0,41 % от популяции тауншипа.
Из 86 домохозяйств в 37,2 % воспитывались дети до 18 лет, в 73,3 % проживали супружеские пары и в 20,9 % домохозяйств проживали несемейные люди. 18,6 % домохозяйств состояли из одного человека, при том 11,6 % из — одиноких пожилых людей старше 65 лет. Средний размер домохозяйства — 2,84, а семьи — 3,26 человека.
29,5 % населения — младше 18 лет, 6,1 % — в возрасте от 18 до 24 лет, 27,9 % — от 25 до 44, 24,2 % — от 45 до 64, и 12,3 % — старше 65 лет. Средний возраст — 37 лет. На каждые 100 женщин приходилось 100,0 мужчин.  На каждые 100 женщин старше 18 приходилось 112,3 мужчин.
Средний годовой доход домохозяйства составлял 40 000 долларов, а средний годовой доход семьи —  44 375 долларов. Средний доход мужчин —  24 219  долларов, в то время как у женщин — 23 333. Доход на душу населения составил 15 455 долларов. За чертой бедности находились 7,2 % семей и 8,4 % всего населения тауншипа, из которых 8,5 % младше 18 и 18,4 % старше 65 лет.